# Болото Толкусе

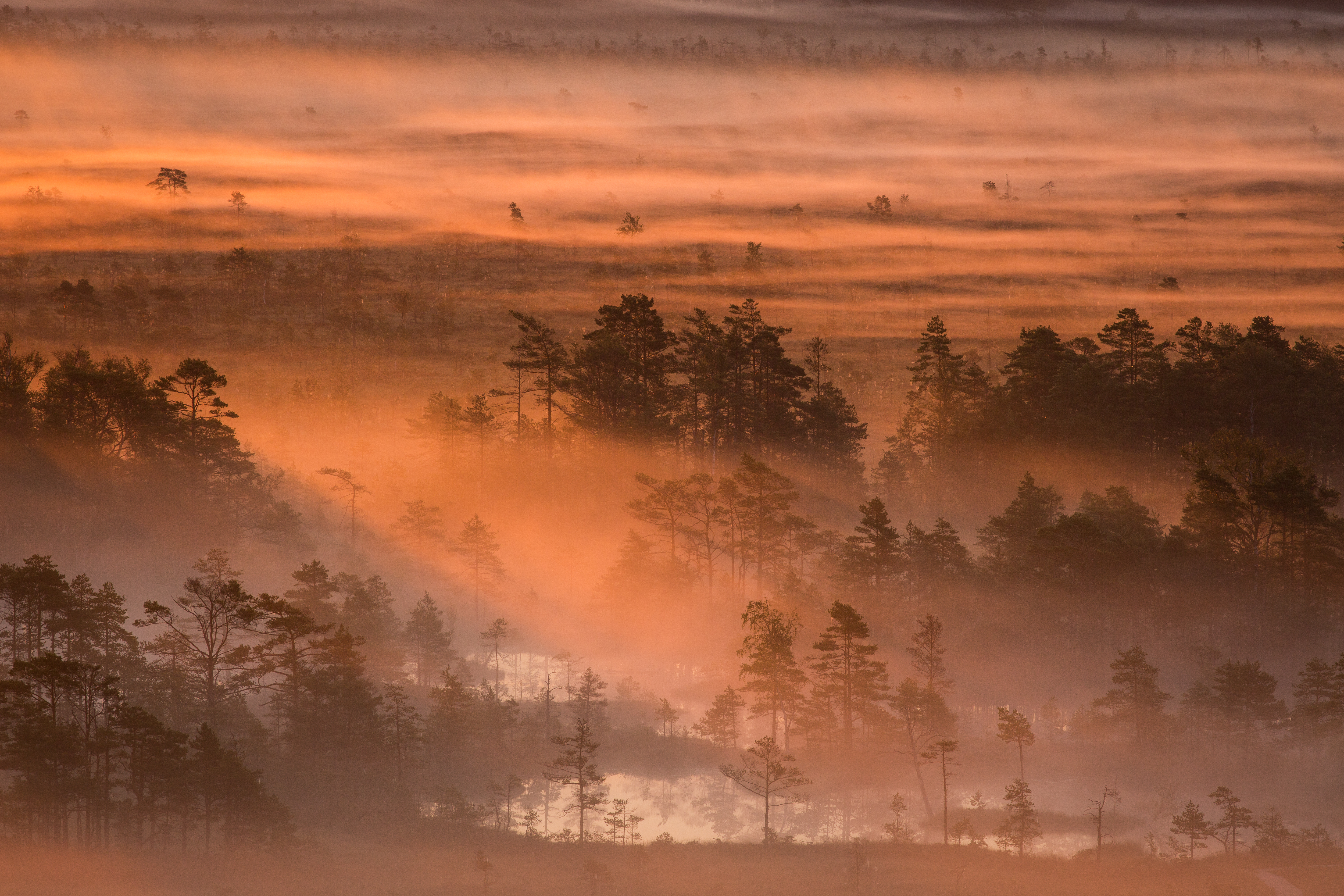
Ранок на болоті

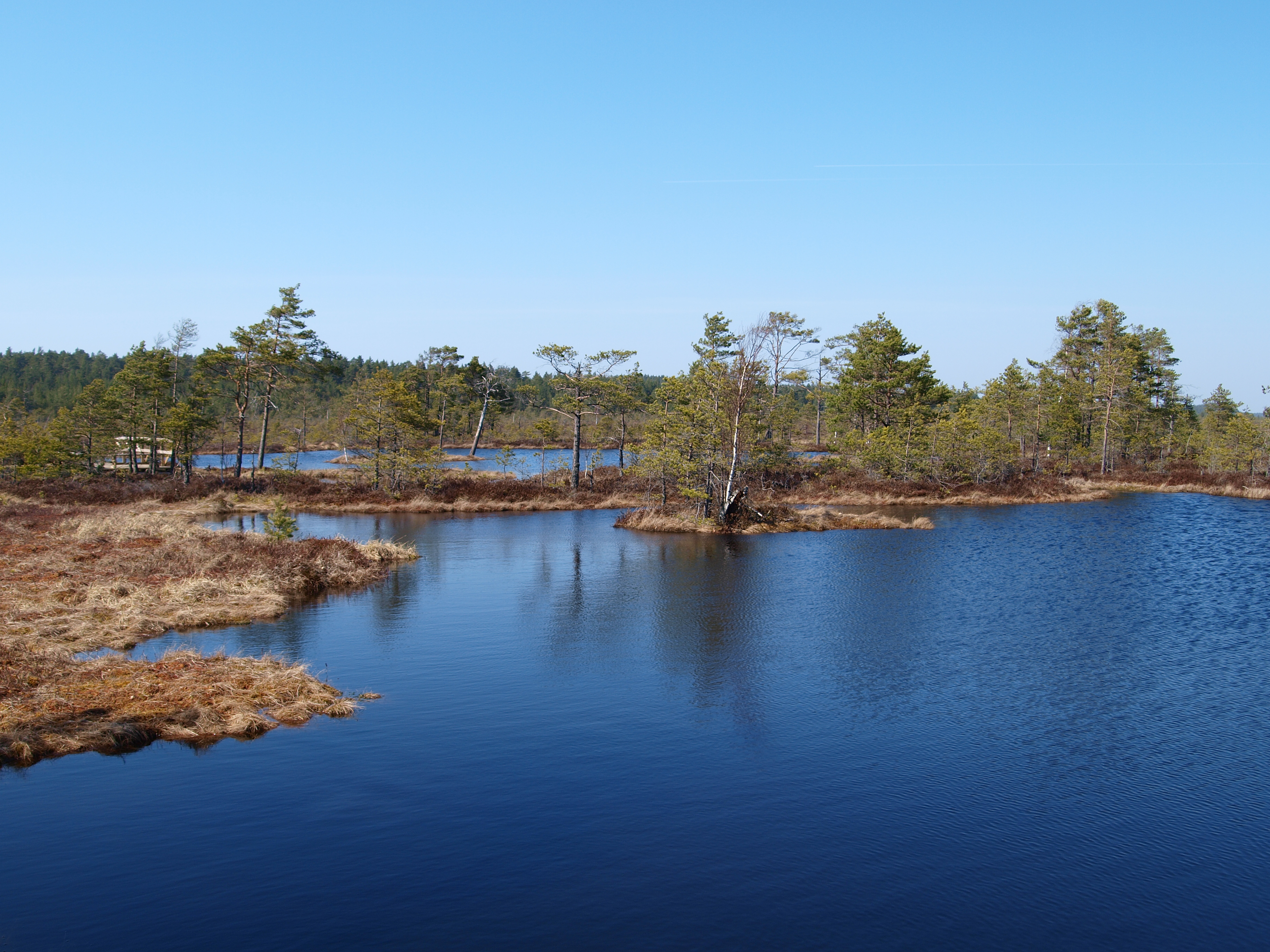

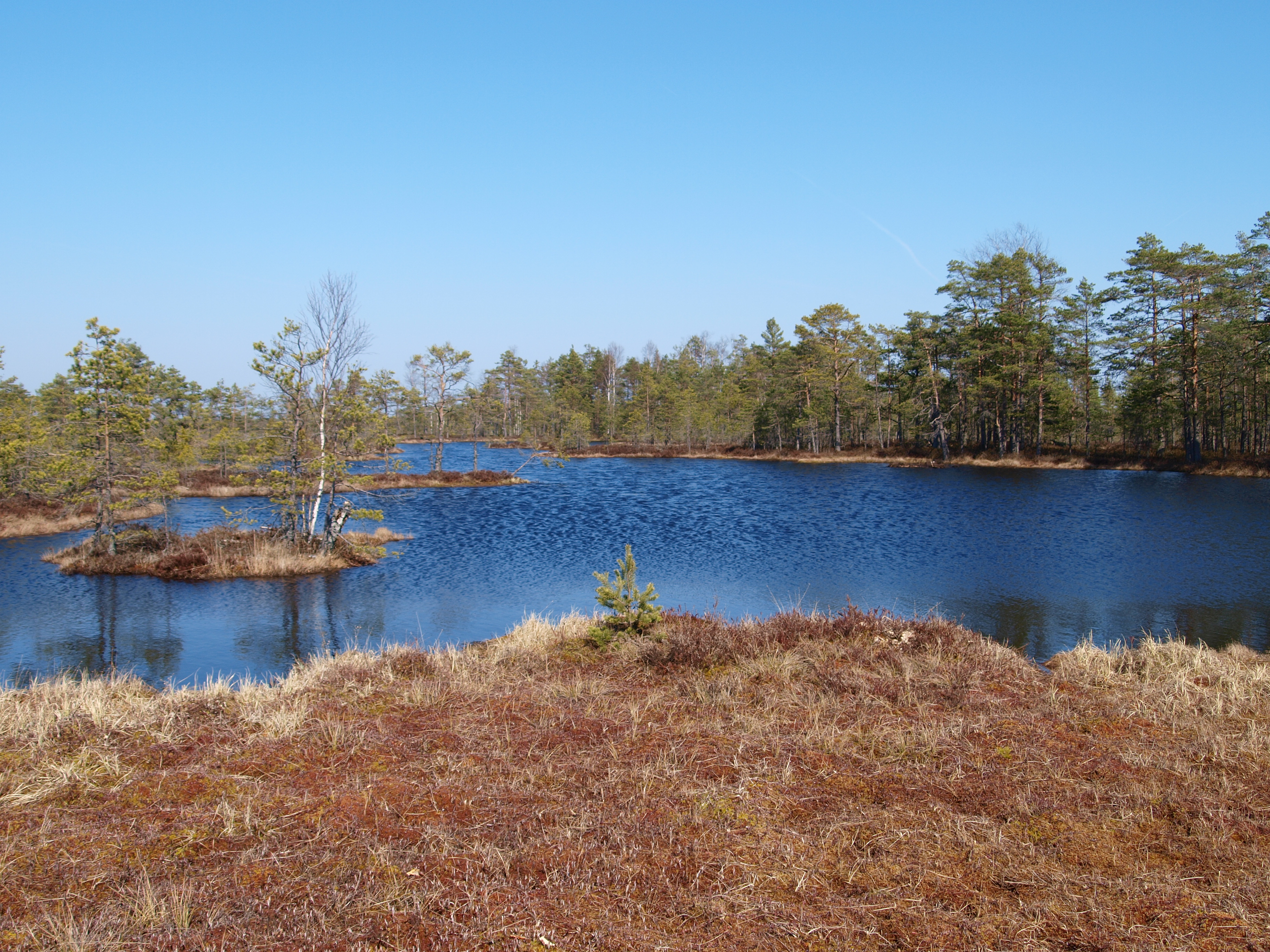

Болото Толкусе (ест. Tolkuse raba) — верхове болото в волості Гяедемеесте повіту Пярнумаа, Естонія.
Болото оточене піщаними дюнами. Через болото та прилеглий сосновий ліс на дюнах пролягає 2,2 км оглядова навчальна стежка, частково покрита дощатим настилом, яка доходить до найбільшого болотного озера в цих місцях (приблизно 95x210 м).